# Ŕ
Ŕ, ŕ (R с акутом) — буква расширенной латиницы, используемая в нескольких языках. Обычно обозначает одну из дополнительных дрожащих или одноударных фонем.

## Употребление
- В словацком алфавите буква Ŕ стоит 32-й по счёту, называется dlhé er и обозначает долгий дрожащий [r̩ː].
- В нижнелужицком языке буква Ŕ стоит 25-й по счёту, называется ejŕ или veke eŕ и обозначает мягкий дрожащий [rʲ].
- Буква Ŕ использовалась в версии баскского алфавита, предложенной Сабино Араной (1865—1903) вместо диграфа rr, который обозначает многоударный дрожащий /r/.
- Буква Ŕ используется в новой версии алфавита для языка брауи, который стал использоваться с 2008 в Пакистане. Буква называется ŕe и обозначает ретрофлексный одноударный [ɽ][1].
- Буква Ŕ может обозначать ударение или один из тонов (обычно высокий) на слоговом дрожащем, где встречается такая фонема, например в адамавском языке ньеллим (англ. Niellim language).
- В фонетических транскрипциях буква ŕ может часто обозначать палатализованный дрожащий, например, в полабском языке (чаще r'), уральском фонетическом алфавите, пратюркском языке.
- Используется в транслитерации карийской графемы 𐋉, соответствующей греческому ρρ.
- Используется в транслитерации одной из иберских графем, имеющей разные начертания в зависимости от версии письма; точное значение неизвестно, предположительно альвеолярный одноударный согласный.